# Staatsverschuldung Frankreichs

Entwicklung der Staatsverschuldung seit 1975: Die Hintergrundfarben kennzeichnen die Parteizugehörigkeit der jeweiligen Präsidenten und Premierminister.

Die Staatsverschuldung Frankreichs besteht aus den zusammengefassten Schulden der verschiedenen Ebenen des französischen Staates, gesetzlicher Sozialversicherung sowie staatlicher Unternehmen bei in- und ausländischen Kreditgebern. Der Schuldenstand Frankreichs betrug am 31. März 2015 insgesamt 2 089,4 Mrd. Euro oder 97,5 % des Bruttoinlandsproduktes.

## Historische Entwicklung

### Staatsschulden und Haushaltsdefizit
Staatsschulden spielten in der wechselvollen Geschichte Frankreichs eine erhebliche Rolle. Nachdem sich Frankreich im Spanischen Erbfolgekrieg stark verschuldet und seine Schulden in Staatsanleihen verbrieft hatte, erlaubte es dem schottischen Bankier John Law eine mit diesen Staatsanleihen kapitalisierte Bank zu gründen, die in unkontrolliertem Maße Papiergeld ausgab, woraufhin die Geldmenge die Kaufkraft der Währung durch Inflation entwertete. Abgewertete französische Staatsanleihen bildeten auch die Grundlage für Laws Mississippi-Kompanie, deren Aktien in der Mississippi-Blase wertlos wurden. Die Staatsschuldenlast, die sich unter anderem durch Frankreichs Engagement im Amerikanischen Unabhängigkeitskrieg ergeben hatte, trug maßgeblich zu einer Finanz- und Staatskrise bei und wird als eine Ursache für den Ausbruch der Französischen Revolution betrachtet.
Die französischen Staatsschulden stiegen in den vergangenen 40 Jahren stetig an. Seit 2007 wird das Maastricht-Kriterium, das ein maximales Haushaltsdefizit von 3 % vorsieht, nicht mehr erreicht. Anfang 2015 gab die Europäische Kommission bekannt, dass sie auch 2015 und 2016 Haushaltsdefizite oberhalb der im Vertrag von Maastricht vorgesehenen Obergrenze von 3 % dulden würde.
| Jahr            | in % des BIP       | in % des BIP     | Wert               | Wert             |
| Jahr            | Staatsverschuldung | Haushaltsdefizit | Staatsverschuldung | Haushaltsdefizit |
| --------------- | ------------------ | ---------------- | ------------------ | ---------------- |
| 1978            | 21,2 %             | −1,7 %           | −72,8              | −5,9             |
| 1979            | 21,1 %             | −0,4 %           | −82,8              | −1,4             |
| 1980            | 20,7 %             | −0,3 %           | −92,2              | −1,2             |
| 1981            | 22,0 %             | −2,4 %           | −110,1             | −12,0            |
| 1982            | 25,3 %             | −2,9 %           | −145,5             | −16,7            |
| 1983            | 26,6 %             | −2,6 %           | −170,0             | −16,5            |
| 1984            | 29,0 %             | −2,8 %           | −201,4             | −19,5            |
| 1985            | 30,6 %             | −3,1 %           | −227,7             | −22,9            |
| 1986            | 31,1 %             | −3,3 %           | −249,3             | −26,4            |
| 1987            | 33,4 %             | −2,1 %           | −281,2             | −17,9            |
| 1988            | 33,3 %             | −2,7 %           | −302,8             | −24,5            |
| 1989            | 34,0 %             | −1,9 %           | −333,3             | −18,6            |
| 1990            | 35,2 %             | −2,5 %           | −363,6             | −25,6            |
| 1991            | 36,0 %             | −3,0 %           | −385,1             | −32,0            |
| 1992            | 39,7 %             | −4,6 %           | −440,1             | −51,0            |
| 1993            | 46,0 %             | −6,5 %           | −515,4             | −72,3            |
| 1994            | 49,2 %             | −5,5 %           | −570,0             | −63,3            |
| 1995            | 55,5 %             | −5,5 %           | −663,5             | −65,4            |
| 1996            | 58,1 %             | −4,0 %           | −712,7             | −49,4            |
| 1997            | 59,5 %             | −3,3 %           | −752,5             | −41,8            |
| 1998            | 59,6 %             | −2,6 %           | −787,4             | −34,6            |
| 1999            | 59,0 %             | −1,8 %           | −806,9             | −24,6            |
| 2000            | 57,5 %             | −1,5 %           | −827,3             | −21,7            |
| 2001            | 57,1 %             | −1,6 %           | −853,3             | −24,6            |
| 2002            | 59,1 %             | −3,3 %           | −912,0             | −50,4            |
| 2003            | 63,3 %             | −4,1 %           | −1 004,9           | −64,7            |
| 2004            | 65,2 %             | −3,6 %           | −1 079,5           | −59,2            |
| 2005            | 66,8 %             | −2,9 %           | −1 147,6           | −50,2            |
| 2006            | 64,1 %             | −2,3 %           | −1 152,2           | −41,9            |
| 2007            | 64,2 %             | −2,7 %           | −1 211,6           | −51,6            |
| 2008            | 68,2 %             | −3,3 %           | −1 318,6           | −64,3            |
| 2009            | 79,2 %             | −7,5 %           | −1 493,4           | −142,5           |
| 2010            | 82,7 %             | −7,0 %           | −1 595,0           | −136,5           |
| 2011            | 86,0 %             | −5,2 %           | −1 717,3           | −103,1           |
| 2012            | 90,6 %             | −4,9 %           | −1 833,8           | −98,2            |
| 2013            | 93,5 %             | −4,3 %           | −1 925,3           | −87,6            |
| 2014            | 95,0 %             | −4,0 %           | −2 037,8           | −84,8            |
| 2015 (Prognose) | 96,3 %             | −3,8 %           |                    |                  |

### Zinsen
In absoluten Zahlen sind die Zinsen des französischen Staates trotz einer Erhöhung der Staatsverschuldung in etwa konstant geblieben, da aufgrund der Eurokrise mehr Gelder in Länder höherer Bonität wie Frankreich flossen, was die Zinssätze senkte.
| Jahr                | Betrag (Mrd. €) |
| ------------------- | --------------- |
| 2008                | 44,3            |
| 2009                | 37,5            |
| 2010                | 40,1            |
| 2011                | 46,3            |
| 2012                | 46,3            |
| 2013                | 44,9            |
| 2014p               | 43,2            |
| 2015p               | 44,3            |
| 2016p               | 47,3            |
| 2017p               | 49,5            |
| 2014–2017: Prognose |                 |

### Zinssätze
| Jahr                             | 1981   | 1982   | 1983   | 1984   | 1985   | 1986  | 1987  | 1988  | 1989  | 1990   | 1981–1990 |
| Zinssatz für 10-jährige Anleihen | 17,4 % | 14,8 % | 14,4 % | 13,4 % | 11,9 % | 9,2 % | 9,9 % | 8,6 % | 9,3 % | 10,0 % | 11,9 %    |
| Preisindex                       | 13,4 % | 11,8 % | 9,6 %  | 7,4 %  | 5,8 %  | 2,7 % | 3,1 % | 2,7 % | 3,6 % | 3,4 %  | 6,6 %     |
| Realer Zinssatz                  | 4,0 %  | 3,0 %  | 4,8 %  | 6,0 %  | 6,1 %  | 6,5 % | 6,8 % | 5,9 % | 5,7 % | 6,6 %  | 5,5 %     |

| Jahr                             | 1991  | 1992  | 1993  | 1994  | 1995  | 1996  | 1997  | 1998  | 1999  | 2000  | 1991–2000 |
| Zinssatz für 10-jährige Anleihen | 8,6 % | 8,1 % | 5,6 % | 8,3 % | 6,6 % | 5,8 % | 5,3 % | 3,9 % | 5,5 % | 5 %   | 6,3 %     |
| Preisindex                       | 3,2 % | 2,4 % | 2,1 % | 1,6 % | 1,8 % | 2,0 % | 1,2 % | 0,7 % | 0,5 % | 1,7 % | 1,7 %     |
| Realer Zinssatz                  | 5,4 % | 6,1 % | 3,5 % | 6,7 % | 4,8 % | 3,8 % | 4,1 % | 3,2 % | 5 %   | 3,3 % | 4,6 %     |

| Jahr                             | 2001  | 2002  | 2003  | 2004  | 2005  | 2006  | 2007  | 2008  | 2009  | 2010  | 2001–2010 |
| Zinssatz für 10-jährige Anleihen | 5 %   | 4,3 % | 4,3 % | 3,7 % | 3,3 % | 4 %   | 4,4 % | 3,4 % | 3,6 % | 3,4 % | 3,9 %     |
| Preisindex                       | 1,7 % | 2,1 % | 1,9 % | 2,1 % | 1,8 % | 1,6 % | 1,5 % | 2,8 % | 0,1 % | 1,5 % | 1,7 %     |
| Realer Zinssatz                  | 3,3 % | 2,2 % | 2,4 % | 1,6 % | 1,5 % | 2,4 % | 2,9 % | 0,6 % | 3,5 % | 1,9 % | 2,2 %     |

| Jahr                             | 2011  | 2012  | 2013  | 2011-... |
| Zinssatz für 10-jährige Anleihen | 2,5 % | 3,2 % | 2,2 % | 2,6 %    |
| Preisindex                       | 1,7 % | 2,1 % | 1,3 % | 1,7 %    |
| Realer Zinssatz                  | 0,8 % | 1,1 % | 0,9 % | 0,9 %    |